# Jon Hafthoressøn
Jon Hafthoressøn, död efter 1395, var en norsk storman.
Jon Hafthoressøn var son till Hafthore Jonssøn och kung Håkon Magnussons dotter på sidolinjen, Agnes. Jon Hafthoressøn var en av sin tids största jorddrottar i Norge och besatt även med sin svenska hustru, Birgitta Knutsdotter betydande egendomar i Sverige. Han hade deltagit i stormannaupporen 1333 och 1337 men tillhörde senare Magnus Erikssons anhängare. Som medlem av riksrådet omtalas han ännu 1380 och omtalas i källorna sista gången 1395.
Han var far till Cecilia Jonsdotter (död 1411), Ulf Jonsson (död 1415), Håkan Jonsson, Ivar Jonsson (död 1415) och Brynjulf Jonsson (1392–1422). Från den sistnämnde härstammar den svenska adliga ätten Roos af Hjelmsäter.